# Principauté de Tourov et Pinsk
Xe siècle – XIVe siècle
Entités précédentes :
- Rus' de Kiev

Entités suivantes :
- Grand-duché de Lituanie

La principauté de Tourov et Pinsk (en biélorusse : Княства Турава-Пінскае, en russe : Княжество Турово-Пинское) est une principauté médiévale de la Rus' de Kiev située sur l'actuel territoire de la Biélorussie et le nord de l'Ukraine. 
La capitale de la principauté était Touraw (Tourov) et Pinsk, les autres villes importantes de la principauté étaient Mazyr, Sloutsk, Loutsk, Brest, et Volodymyr-Volynskyi. Jusqu'au XIIe siècle, la principauté est très étroitement associée à la principauté de Kiev et de Volhynie. En 1250, elle est incorporée à cette dernière par Daniel de Galicie, avant de devenir dans la première moitié du XIVe siècle une terre lituanienne sous le règne de Gediminas.